# Euclymene dispar
Euclymene dispar är en ringmaskart som först beskrevs av Addison Emery Verrill 1873.  Euclymene dispar ingår i släktet Euclymene och familjen Maldanidae. Inga underarter finns listade i Catalogue of Life.